# ジョージ・シェーファー (映画プロデューサー)
ジョージ・シェーファー（George Schaefer、1888年11月5日 - 1981年8月8日）は、ニューヨーク市ブルックリン区に生まれの映画プロデューサー。

## 人物
オーソン・ウェルズが古典的名作『市民ケーン』を撮った1941年当時のRKOの社長であった。もともとユナイテッド・アーティスツの重役であったが、1938年にRKOに社長として迎えられた。もともとウェルズをハリウッドへ誘ったのはシェーファーであり、『市民ケーン』の制作中にかけられた圧力にシェーファーは応じなかった。しかし、ウィルズの2作目『偉大なるアンバーソン家の人々』の試写が不評と知ったシェーファーは、3作目の制作のために南米へ出かけていた不在であったウェルズを外して、もともと2時間ほどあった映画を88分に編集し直して公開した。シェーファーは、1942年 6月に、『市民ケーン』や、ウィルズの2作目『偉大なるアンバーソン家の人々』が引き起こした論争のために、辞任に追い込まれた。シェーファーの辞任によって、ウェルズの監督3作目となるはずだった『It's All True』はお蔵入りになってしまった。
『市民ケーン』をめぐる論争にからんだ出来事を取り上げた1999年のテレビ映画『ザ・ディレクター ［市民ケーン］の真実』では、ロイ・シャイダーがシェーファーを演じている。